# Chlorochaeta takasago
Chlorochaeta takasago là một loài bướm đêm trong họ Geometridae.